# Margrit Irgang

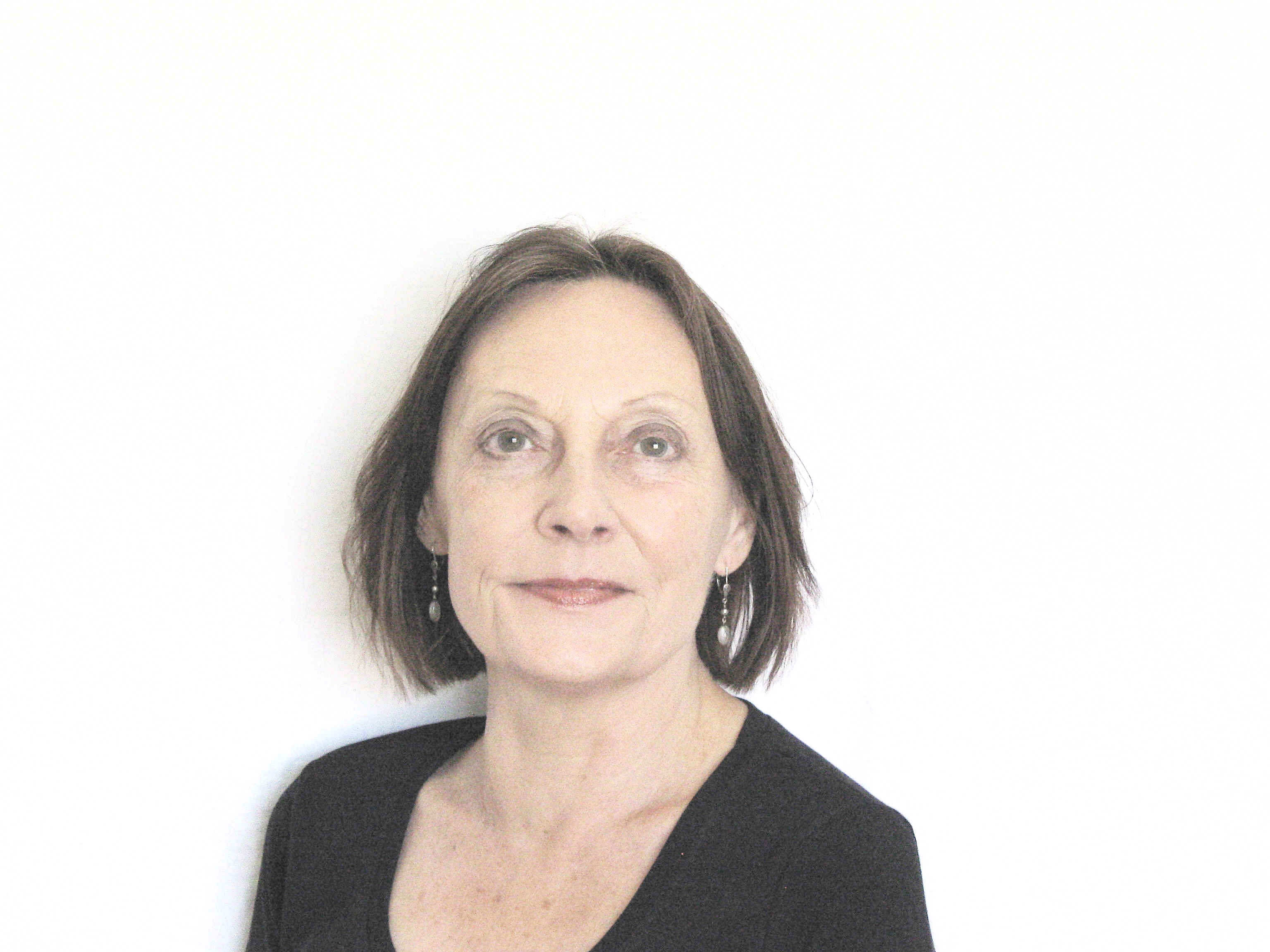
Margrit Irgang 2011

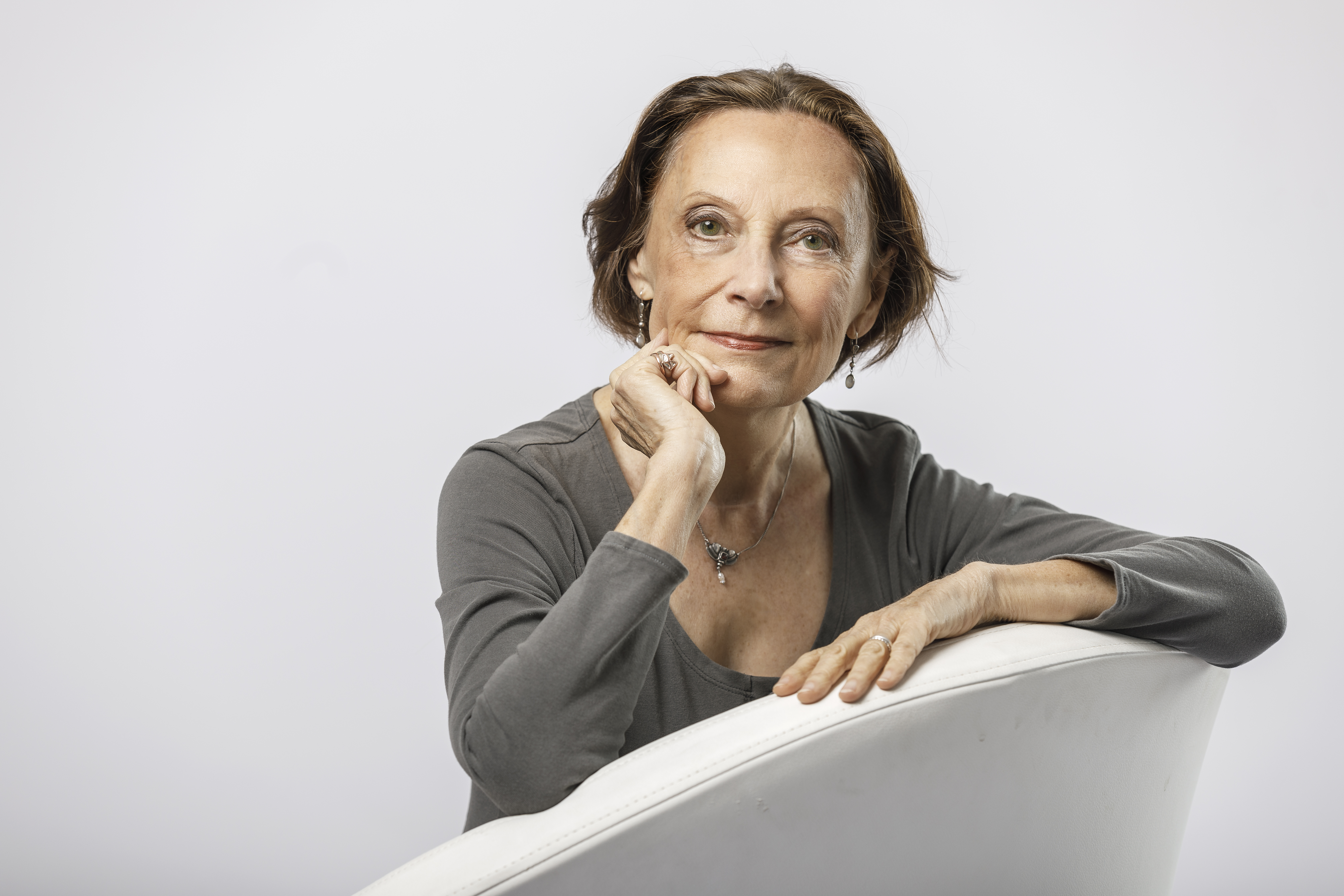

Margrit Irgang (* 8. Januar 1948 in Bad Kissingen) ist eine deutsche Schriftstellerin.

## Leben
Irgang begann Mitte der 1970er Jahr mit ersten Veröffentlichungen in alternativen Literaturzeitschriften wie der Gießkanne. Seit 1982 firmierte sie hauptberuflich als freie Schriftstellerin. 1983 erschienen in der Süddeutschen Zeitung ihre ersten Kritiken im Feuilleton, 1989 sendete der Deutschlandfunk ihre erste Buchkritik. Während der 1990er Jahre war der Bayerische Rundfunk ihr Hauptsender, seit 1996 schreibt sie Literaturrezensionen und Schriftsteller-Portraits vor allem für den SWR. Margrit Irgang ist seit 2021 ständige Autorin bei der Zeitschrift Ursache & Wirkung. 
Neben Literatur für Kinder veröffentlichte Margrit Irgang mehrere Bücher über Zen, ein Thema, mit dem sie sich seit ihrer Jugend in Theorie und Praxis befasst. Es erschienen zahlreiche Artikel und einige Hörfunk-Features über ihre Reisen durch Europa, Amerika und Asien. Irgang lebt in der Nähe von Freiburg im Breisgau.

## Auszeichnungen
- 1985: Staatlicher Bayerischer Förderpreis für Literatur
- 1985: Stipendium des Deutschen Literaturfonds
- 1986: Literaturpreis der Stadt München „Münchner Literaturjahr“
- 1987/88: Villa-Massimo-Stipendium, Rom
- 1988: Marburger Literaturpreis, Förderpreis
- Arbeits-Stipendien des Förderkreises deutscher Schriftsteller in Baden-Württemberg

## Werke
- Unheimlich nette Leute. Roman, rororo, Reinbek 1984, ISBN 3-499-15411-0.
- Min. Die Geschichte vom Glück und vom Glas. Benziger Verlag, Zürich 1984, ISBN 3-545-36391-0.
- Blicke, Erzählungen. Piper Verlag, München 1987, ISBN 3-492-03159-5.
- Die erste und einzige Geschichte vom Gedankenland. Kinderbuch, Oetinger Verlag, Hamburg 1994, ISBN 3-7891-3801-0.
- Zen-Buch der Lebenskunst. Herder Verlag, Freiburg 2001, Erweiterte Neuausgabe 2006, ISBN 3-451-05677-1.
- Dieser Augenblick. Theseus Verlag, Berlin 2006, ISBN 3-89620-309-6.
- Geh, wo kein Pfad ist, und hinterlasse eine Spur – Ermutigung zum Eigensinn. Herder Verlag, Freiburg 2010, ISBN 978-3-451-06111-0.
- Wunderbare Unvollkommenheit. Das Zen-Buch der Lebenskunst. Herder Verlag, Freiburg 2010, ISBN 978-3-451-06281-0.
- Leuchtende Stille – Auf der Suche nach dem achtsamen Leben. Herder Verlag, Freiburg 2013, ISBN 978-3-451-30732-4.
- Die Kostbarkeit des Augenblicks – Was der Tod für das Leben lehrt. Kreuz Verlag, Freiburg 2015, ISBN 978-3-451-61303-6.
- Einfach mal ja sagen. Eine Geschichte. rowohlt repertoire, Reinbek 2017, ISBN 978-3-688-10643-1

Als Herausgeberin
- Buch der Freude. Herder Spektrum, Freiburg 2001, ISBN 3-451-05071-4.

Als Übersetzerin
- Adyashanti: Jesus, der Zenmeister, Herder Verlag 2017, ISBN 978-3-451-37689-4.

## Hörfunk (Auswahl)
- Rabennacht, SWF 1995, 45 Minuten
- Engel. Streifzüge durch eine nicht immer himmlische Welt, SWR 1999, 60 Minuten
- Ach, mich zu lieben bringt Zwiespalt und Bedrängnis! Die Frauen in Leben und Werk von Hermann Hesse, SWR 2002, 90 Minuten
- Wenn du gehst, dann geh! Zen im Westen - Entwicklungen, Missverständnisse, Chancen, SWR 2002, 90 Minuten
- Singen für die Warschauer Toten, SWR 2002, 60 Minuten
- Von einer, die auszog, die Stille zu finden, SWR 2003, 90 Minuten
- Wenn ich ihm nur den Mond schenken könnte, SWR 2004, 90 Minuten
- Warum kann ich nicht aufhören, an dich zu denken? Die Geschichte der Schwestern Virginia Woolf und Vanessa Bell, SWR 2005, 60 Minuten
- Sinn und Eigensinn, SWR 2005, 90 Minuten
- Hier & Dort und Hin & Her, SWR 2008, 60 Minuten
- Zen und die Lust, Ordnung zu schaffen, SWR 2010, 25 Minuten
- Die Verwandlungen der Kassandra. Alte Mythen neu erzählt. SWR 2010, 30 Minuten
- Gedanken gehen lassen. Meditation jenseits von Religion. SWR 2011, 25 Minuten